# Classe Zuihō
La classe Zuihō (瑞鳳型) est une classe de porte-avions léger construits pour la marine impériale japonaise peu avant la Seconde Guerre mondiale. Deux navires sont construits, le Zuihō et le Shōhō, qui coulent tous les deux durant la guerre.

## Conception
Conçus à l'origine pour être des ravitailleurs de sous-marins, les Tsurugizaki et Takasaki, ils sont transformés en porte-avions après sa mise en service pour le premier, et pendant sa construction pour le second.

## Navires de la classe
| Nom          | Quille          | Lancement     | Armement         | Chantier naval                             | Fin de carrière                                               | Photo |
| ------------ | --------------- | ------------- | ---------------- | ------------------------------------------ | ------------------------------------------------------------- | ----- |
| Shōhō (祥鳳) | 3 décembre 1934 | 1er juin 1935 | 15 janvier 1939  | Arsenal naval de Yokosuka, Yokosuka, Japon | coulé le 7 mai 1942 durant la bataille de la mer de Corail    |       |
| Zuihō (瑞鳳) | 20 juin 1935    | 19 juin 1936  | 27 décembre 1940 | Arsenal naval de Yokosuka, Yokosuka, Japon | coulé le 25 octobre 1944 durant la bataille du golfe de Leyte |       |

## Histoire
Fini début 1942, Shōhō participe à l'invasion de Port Moresby (opération Mo). Le 7 mai, durant son premier déploiement opérationnel, il est coulé par les avions américains lors de la bataille de la mer de Corail. Il s'agit du premier porte-avions japonais coulé durant la Seconde Guerre mondiale.
Le Zuihō joue un rôle secondaire à la bataille de Midway mi-1942, durant laquelle il n'engage pas le combat. Il participe ensuite à la bataille de Guadalcanal jusqu'à la fin de l'année, avant d'être endommagé durant la bataille des îles Santa Cruz. Après réparation, il participe à la bataille de la mer des Philippines avant d'être coulé par les Américains durant la bataille du golfe de Leyte.